# هانس گرت-پترینگ
هانس گرت-پترینگ (آلمانی: Hans-Gert Pöttering؛ زاده ۱۵ سپتامبر ۱۹۴۵) یک سیاست‌مدار اهل آلمان است. 